# Chiretolpis bicolorata
Chiretolpis bicolorata là một loài bướm đêm thuộc phân họ Arctiinae, họ Erebidae.